# فاينل فانتسي 8
فاينل فانتسي 8 ((باليابانية: ファイナルファンタジーVIII)، وتقرأ فاينرو فانتجي أيتو) وهي لعبة تبادل أدوار صدرت على جهاز البلاي ستيشن في عام 1999 وعلى الأجهزة الشخصية على نظام مايكروسوفت ويندوز في عام 2000. طُورت ونشرتها سكوير سوفت (سكوير إنيكس حاليا).تطوير فاينل فانتسي الثامن بداء في عام 1997، أثناء عملية الترجمة الإنجليزية لفاينل فانتسي 7.
تم تأليف الموسيقات بواسطة نوبُو أويماتسو. اللعبة قد لقت صدى ايجابي من قبل النقاد، وقد حققت نجاحا تجاريا.وحصلت على تصويت أفضل ثاني وعشرين لعبة على الإطلاق من قبل قراء المجلة اليابانية فاميتسو. ثلاثة عشر أسبوعا بعد صدورها، حققت أكثر من 50 مليون دولار أمريكي في المبيعات، مما يجعلها الأسرع مبيعا بين عناوين فاينل فانتسي في كل الوقت. اللعبة قد شحنت 8.15 مليون نسخة في جميع أنحاء العالم اعتبارا من 31 مارس 2003.

## جينكشن سيستم
هو نظام يمكنك من تطوير الشخصيات واستخدام الوحوش السيمنس داخل اللعبة واستخدام مجموعة من القدرات
اللعبة متاحة على شبكة بلاي ستيشن في اليابان باعتبارها PSone كلاسيك من 24 سبتمبر 2009. وكما أتيحت لشبكة بلاي ستيشن في الولايات المتحدة في 17 ديسمبر 2009.

## روابط خارجية
- فاينل فانتسي 8 على موقع IMDb (الإنجليزية)